# Richard Dixon (panamski piłkarz)
Richard Ernesto Dixon Amague (ur. 28 marca 1992 w mieście Panama) – panamski piłkarz występujący na pozycji środkowego obrońcy, reprezentant Panamy.

## Kariera klubowa
Dixon jest wychowankiem klubu Sporting San Miguelito, do którego seniorskiej drużyny został włączony jako siedemnastolatek. W Liga Panameña de Fútbol zadebiutował 15 stycznia 2010 w przegranym 0:1 meczu z Tauro, natomiast premierowego gola w najwyższej klasie rozgrywkowej strzelił 26 września tego samego roku w wygranej 5:1 konfrontacji z Atlético Chiriquí. W wiosennym sezonie Clausura 2013, pełniąc już rolę kapitana i kluczowego zawodnika Sportingu, zdobył pierwsze w historii tego klubu mistrzostwo Panamy.

## Kariera reprezentacyjna
W seniorskiej reprezentacji Panamy Dixon zadebiutował za kadencji selekcjonera Julio Césara Dely Valdésa, 14 listopada 2012 w przegranym 1:5 meczu towarzyskim z Hiszpanią. W 2013 roku znalazł się w składzie na turniej Copa Centroamericana, gdzie wystąpił w jednym spotkaniu, zaś jego kadra zajęła ostatecznie piąte miejsce. Kilka miesięcy później został powołany na Złoty Puchar CONCACAF.